# Josef von Hormayr
Josef Ignaz Veit Hormayr zu Hortenburg, ab 1749 von Hormayr zu Hortenburg, ab 1777 Freiherr von Hormayr zu Hortenburg (auch Joseph Freiherr von Hormayr; * 16. Mai 1705 in Innsbruck; † 8. August 1779 ebenda) war ein österreichischer Staatsmann.

## Leben
Hormayr war Sohn des Grazer Kammerrats Anton Rochus Hormayr († 1710) und dessen Ehefrau Christina Stockhammer († 1707). 
Bereits mit fünf Jahren war er ein Vollwaise. Er absolvierte ein Studium der Rechtswissenschaft an der Universität Innsbruck und bereist mit seinem Gönner Johann Christoph Freiherr von Bartenstein die habsburgischen Lande. Er wurde 1724 in Innsbruck in den k.k. öffentlichen Dienst aufgenommen. In diesem Jahr trat er erstmals öffentlich in Erscheinung, als er sich in Regensburg gegen die Folter, gegen den Hexenglauben und die Güterkonfiskation positionierte. Diese Position sollte er auch in seiner Zeit als Kanzler in Streitschriften und Gutachten vertreten. Weitere Stationen waren in Wetzlar und Wien. Zunächst als Oberamtsrat, dann als Landvogt war er in Schwäbisch-Österreich tätig. Dort gelang es ihm Streitigkeiten mit den Fürsten von Hohenzollern-Sigmaringen beizulegen.
Hormayr kehrte 1735 nach Innsbruck zurück, wo er Regierungsrat wurde. Er stand in der Gunst von Kaiserin Maria Theresia, die ihn regelmäßig mit organisatorischen Aufgaben in Tirol betraute und schließlich 1759 zum Kanzler der Gefürsteten Grafschaft Tirol machte. Auch in Gesetzesfragen suchte Maria Theresia bei Hormayr Rat und ernannte ihn 1753 zum Mitglied der Kommission die in Brünn an einem neuen Bürgerlichen Gesetzbuch (Codex Theresianus) schrieb. Er wirkte bis ins hohe Alter und starb bei einem Sturz vom Pferd.
Hormayr verfügte über eine große Bibliothek und über eine Sammlung von über 1000 ungedruckten Urkunden, die er auch Wissenschaftlern zur Verfügung stellte, darunter auch Lodovico Antonio Muratori und  Scipione Maffei. Unter den Wissenschaftler, die er unterstützte waren Felice Fontana, Giovanni Antonio Scopoli und Girolamo Tartarotti. Er stand unter anderem in Verbindung mit Martin Gerbert und galt als Förderer der Kunst. Er förderte unter anderem Paul Troger, Simon Benedikt Faistenberger, Johann Georg Dominikus Grasmair, Franz Sebald Unterberger sowie Joseph Schöpf. Selbst besaß er eine Kunstsammlung.

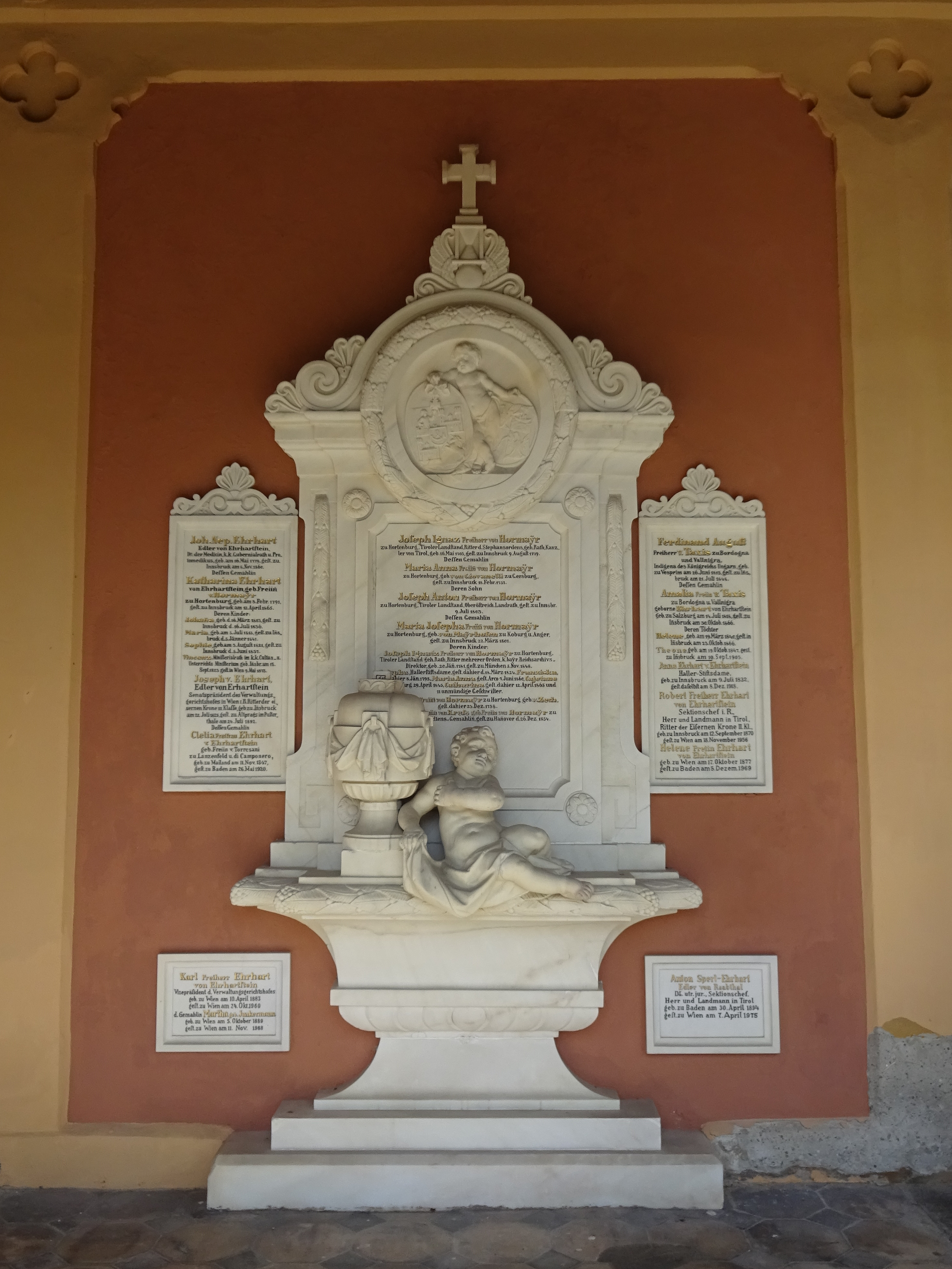
Grabmal auf dem Innsbrucker Westfriedhof

Hormayrs Grabmal, von Urban Klieber geschaffen, befand sich ursprünglich am alten städtischen Friedhof in Innsbruck und wurde nach dessen Auflassung auf den Westfriedhof übertragen.

## Familie
Hormayr heiratete 1729 in Bozen Elisabeth Giovanelli von Gerstburg († 1751). Das Paar hatte wenigstens einen Sohn:
- Josef (1732–1803), Landrat ⚭ Maria Josefa von Mayerhofen (1746–1801), Eltern von Joseph von Hormayr

Nach ihrem Tod heiratete er Apollonia Pape genannt Papius (* 14. April 1746; † 1. März 1818), Tochter von Johann Hermann Franz von Pape.

## Ehrungen
- 1749 Aufnahme in die Adelsmatrikel von Tirol
- 1759 Geheimrat
- 1764 Ritter des neugegründeten k.u. Sankt Stephans-Ordens
- 11. Januar 1777 Erhebung in den Freiherrenstand